# Le Barroux
Le Barroux is een gemeente in het Franse departement Vaucluse (regio Provence-Alpes-Côte d'Azur) en telt 569 inwoners (1999). De plaats maakt deel uit van het arrondissement Carpentras.
Het kasteel van Le Barroux en de Abdij Sainte-Madeleine du Barroux liggen in de plaats.

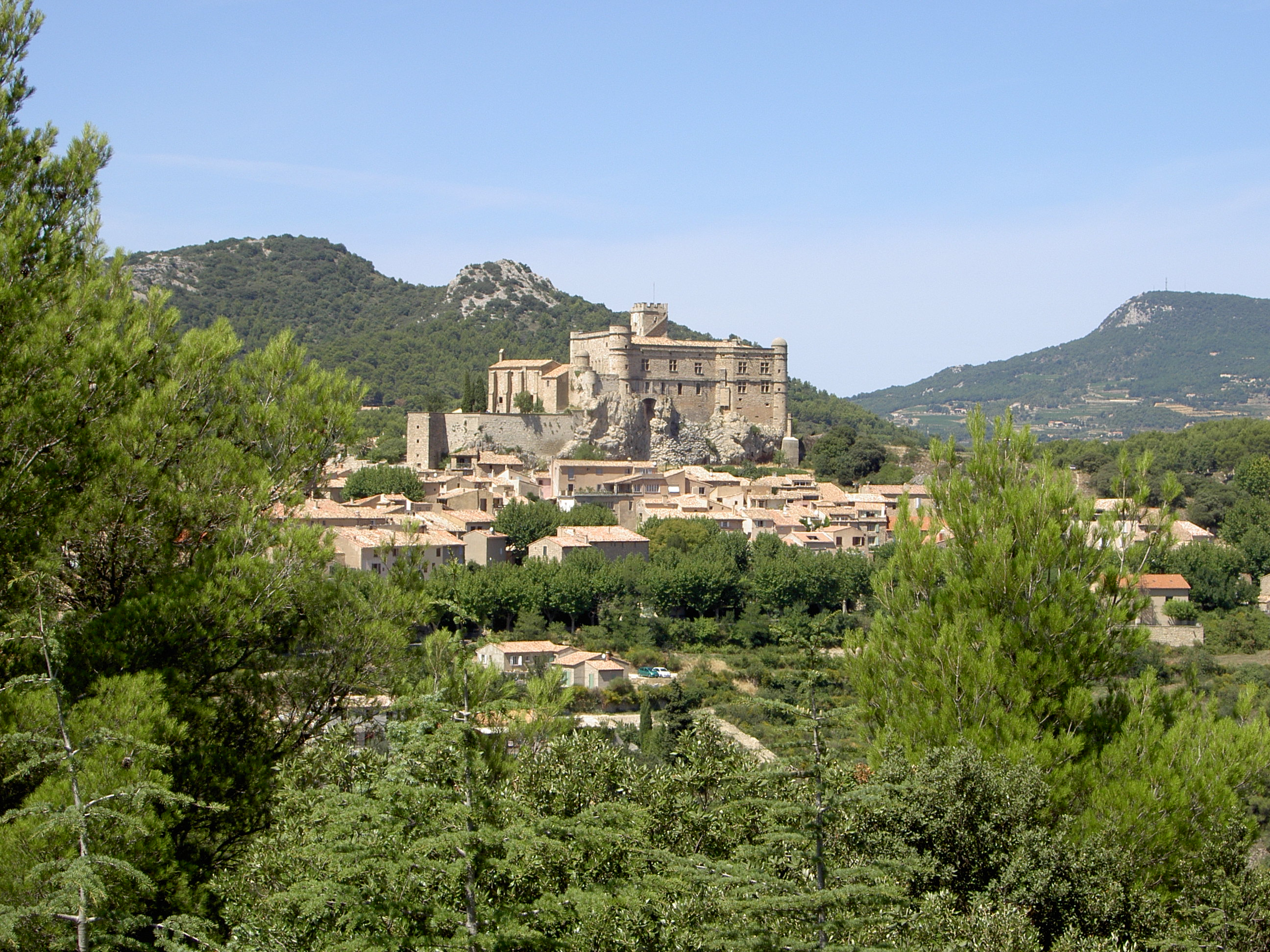
Het kasteel van Le Barroux

## Geografie
De oppervlakte van Le Barroux bedraagt 16,1 km², de bevolkingsdichtheid is 35,3 inwoners per km².
De onderstaande kaart toont de ligging van Le Barroux met de belangrijkste infrastructuur en aangrenzende gemeenten.

## Demografie
Onderstaande figuur toont het verloop van het inwonertal (bron: INSEE-tellingen).
Eind 2012 overleed de Vlaamse schrijver Ivo Michiels in zijn toevluchtsoord Le Barroux op de vooravond van zijn negentigste verjaardag en werd er op het plaatselijke kerkhofje begraven.